# Emilia Pérez
Emilia Pérez is een Frans-Mexicaanse muzikale komische misdaadfilm uit 2024, geschreven, geregisseerd en mede geproduceerd door Jacques Audiard. De hoofdrollen worden vertolkt door Karla Sofía Gascón, Selena Gomez en Zoë Saldana.

## Verhaal
Advocaat Rita Moro Castro (Zoë Saldana) moet de ontsnapte Mexicaanse kartelleider Manitas del Monte (Karla Sofía Gascón) helpen bij het ondergaan van een geslachtsaanpassende operatie. Zo kan Manitas als Emilia de autoriteiten ontwijken en tegelijk de vrouw worden die ze altijd al wou zijn.
Emilia keert haar verleden de rug toe en probeert het leed dat ze in het verleden als Manitas heeft veroorzaakt goed te maken door een vereniging op te richten om de slachtoffers van de kartels te helpen.

## Rolverdeling
| Acteur             | Personage                                   |
| ------------------ | ------------------------------------------- |
| Karla Sofía Gascón | Emilia Pérez / Juan "Small Hands" Del Monte |
| Selena Gomez       | Jessi Del Monte                             |
| Zoë Saldana        | Rita Moro Castro                            |
| Édgar Ramírez      | Gustavo                                     |
| Mark Ivanir        | Dr. Wasserman                               |
| Adriana Paz        | Epifania                                    |
| Eduardo Aladro     | Berlinger                                   |

## Productie
De filmopnames zouden in het najaar van 2022 beginnen, maar werden met zes maanden uitgesteld vanwege planningsconflicten met de castleden. Het filmen zou oorspronkelijk op locatie in Mexico plaatsvinden, maar werd in plaats daarvan verplaatst naar een studio in de buurt van Parijs, op vraag van Audiard. De studioscènes omvatten een reconstructie van een authentieke Mexicaanse achtergrond. Audiard verklaarde dat de studiosetting hem de mogelijkheid zou bieden om "meer vorm te produceren" en hem "meer vrijheid te geven voor de delen die worden gezongen en gechoreografeerd". De belangrijkste filmopnames begonnen in mei 2023 in de regio Île-de-France en duurden tot 5 juli 2023.
De film wordt geproduceerd door Pascal Caucheteux via Why Not Productions en ook door Audiard en Valérie Schermann via hun bedrijf Page 114, in coproductie met France 2 Cinéma en het Mexicaanse Pimienta Films. In februari 2024 ging Anthony Vaccarello's Saint Laurent Productions, een divisie van het modehuis Yves Saint Laurent, aan boord als coproducent. Vaccarello creëerde ook de kostuums voor de film.
De filmsongs zijn gemaakt door Camille, terwijl de filmmuziek werd gecomponeerd door Clément Ducol. De choreografische delen van de film zijn het werk van Damien Jalet.

## Release en ontvangst
Emilia Pérez ging op 18 mei 2024 in première op het Filmfestival van Cannes in de competitie voor de Gouden Palm en won de Juryprijs en de prijs van beste actrice voor alle vier de hoofdrolspeelsters. De film kreeg overwegend positieve kritieken van de filmcritici, met een score van 88% op Rotten Tomatoes, gebaseerd op 26 beoordelingen.
Emilia Pérez werd genomineerd voor 10 Golden Globes (en won er vier), 6 Prix Lumières (en won er vijf) en voor 11 BAFTA Film Awards. De film werd geselecteerd als Franse inzending voor de beste internationale film voor de 97ste Oscaruitreiking en werd ook genomineerd. Emilia Pérez werd in totaal genomineerd voor 13 Oscars (en won er twee), een nieuw record voor een niet-Engelstalige film.

## Prijzen en nominaties
De belangrijkste:
| Jaar | Prijs                   | Categorie                                      | Genomineerde(n)                                                                   | Uitslag     |
| ---- | ----------------------- | ---------------------------------------------- | --------------------------------------------------------------------------------- | ----------- |
| 2025 | Academy Awards (Oscars) | Beste film                                     | Beste film                                                                        | Genomineerd |
| 2025 | Academy Awards (Oscars) | Beste regisseur                                | Jacques Audiard                                                                   | Genomineerd |
| 2025 | Academy Awards (Oscars) | Beste vrouwelijke hoofdrol                     | Karla Sofía Gascón                                                                | Genomineerd |
| 2025 | Academy Awards (Oscars) | Beste vrouwelijke bijrol                       | Zoë Saldaña                                                                       | Gewonnen    |
| 2025 | Academy Awards (Oscars) | Beste bewerkte scenario                        | Jacques Audiard, Thomas Bidegain, Léa Mysius en Nicolas Livecchi                  | Genomineerd |
| 2025 | Academy Awards (Oscars) | Beste internationale film                      | Beste internationale film                                                         | Genomineerd |
| 2025 | Academy Awards (Oscars) | Beste camerawerk                               | Paul Guilhaume                                                                    | Genomineerd |
| 2025 | Academy Awards (Oscars) | Beste montage                                  | Juliette Welfling                                                                 | Genomineerd |
| 2025 | Academy Awards (Oscars) | Beste originele muziek                         | Clément Ducol en Camille                                                          | Genomineerd |
| 2025 | Academy Awards (Oscars) | Beste originele nummer                         | "El Mal" (Clément Ducol, Camille en Jacques Audiard)                              | Gewonnen    |
| 2025 | Academy Awards (Oscars) | Beste originele nummer                         | "Mi Camino" (Camille en Clément Ducol)                                            | Genomineerd |
| 2025 | Academy Awards (Oscars) | Beste geluid                                   | Erwan Kerzanet, Aymeric Devoldère, Maxence Dussère, Cyril Holtz en Niels Barletta | Genomineerd |
| 2025 | Academy Awards (Oscars) | Beste grime en haarstijl                       | Julia Floch Carbonel, Emmanuel Janvier en Jean-Christophe Spadaccini              | Genomineerd |
| 2025 | Golden Globes           | Beste film – musical of komedie                | Beste film – musical of komedie                                                   | Gewonnen    |
| 2025 | Golden Globes           | Beste regisseur                                | Jacques Audiard                                                                   | Genomineerd |
| 2025 | Golden Globes           | Beste actrice in een film – musical of komedie | Karla Sofía Gascón                                                                | Genomineerd |
| 2025 | Golden Globes           | Beste vrouwelijke bijrol in een film           | Selena Gomez                                                                      | Genomineerd |
| 2025 | Golden Globes           | Beste vrouwelijke bijrol in een film           | Zoë Saldaña                                                                       | Gewonnen    |
| 2025 | Golden Globes           | Beste script                                   | Jacques Audiard                                                                   | Genomineerd |
| 2025 | Golden Globes           | Beste filmmuziek                               | Clément Ducol en Camille                                                          | Genomineerd |
| 2025 | Golden Globes           | Beste nummer                                   | "El Mal" (Clément Ducol en Camille)                                               | Gewonnen    |
| 2025 | Golden Globes           | Beste nummer                                   | "Mi Camino" (Clément Ducol en Camille)                                            | Genomineerd |
| 2025 | Golden Globes           | Beste film – niet-Engelstalig                  | Beste film – niet-Engelstalig                                                     | Gewonnen    |
| 2024 | Europese filmprijzen    | Beste film                                     | Beste film                                                                        | Gewonnen    |
| 2024 | Europese filmprijzen    | Beste regisseur                                | Jacques Audiard                                                                   | Gewonnen    |
| 2024 | Europese filmprijzen    | Beste scenario                                 | Jacques Audiard                                                                   | Gewonnen    |
| 2024 | Europese filmprijzen    | Beste actrice                                  | Karla Sofía Gascón                                                                | Gewonnen    |
| 2024 | Europese filmprijzen    | Beste montage                                  | Juliette Welfling                                                                 | Gewonnen    |
| 2024 | Filmfestival van Cannes | Gouden Palm                                    | Jacques Audiard                                                                   | Genomineerd |
| 2024 | Filmfestival van Cannes | Juryprijs                                      | Jacques Audiard                                                                   | Gewonnen    |
| 2024 | Filmfestival van Cannes | Beste actrice                                  | Adriana Paz, Karla Sofía Gascón, Selena Gomez en Zoë Saldaña                      | Gewonnen    |